# Szklarka żeberkowana
Szklarka żeberkowana (Perpolita hammonis) – gatunek ślimaka trzonkoocznego z rodziny brzuchozębnych (Gastrodontidae), dawniej zaliczany do szklarkowatych (Zonitidae s. l.) lub Oxychilidae.
Ma charakterystyczną dla szklarkowatych półprzezroczystą muszlę, wyraźnie prążkowaną. Średnica muszli w przedziale od 3,5 do 4,2 mm, najczęściej jasnobrązowa. Muszla składa się z 4,5 skrętów, z czego ostatni jest co najmniej dwukrotnie szerszy od przedostatniego, zakończony szerokoowalnym otworem. Półmatowa powierzchnia muszli może przybierać barwę szarą lub zielonkawą. Ciało ślimaka jest dobrze widoczne poprzez ścianki skorupki i posiada kolor szaroniebieski.
Szklarka żeberkowana występuje w północnej Eurazji, w ekosystemach leśnych i na otwartych terenach pod liśćmi, drewnem, skałami i kamieniami. W Polsce jest obecna na obszarze całego kraju.
Jest wszystkożerna.